# Rosalie des Alpes
Rosalia alpina
Espèce
Statut de conservation UICN

 VU A1c : Vulnérable
La rosalie des Alpes ou rosalie alpine (Rosalia alpina) est une espèce d'insectes coléoptères appartenant à la famille des cérambycidés.
Cet insecte saproxylique remarquable est protégé par la loi (arrêté du 23 avril 2007, NOR: DEVN0752762A) et sa capture est interdite dans de nombreux pays d'Europe. Sur le territoire métropolitain Français et dans les États membres de l'Union Européenne (U.E.), cette espèce est protégée, ainsi que son habitat (sites de repos et de reproduction).

## Morphologie
La rosalie alpine est un longicorne très reconnaissable : son corps est relativement grand (15–38 mm), étroit, aplati, gris-bleu avec des taches noires de formes variables sur les élytres. Il possède de très longues antennes bleues dont chaque article porte des touffes de soie noire. Ces caractéristiques en font une espèce d'une rare beauté bénéficiant d'une protection dans de nombreux pays.

## Biologie

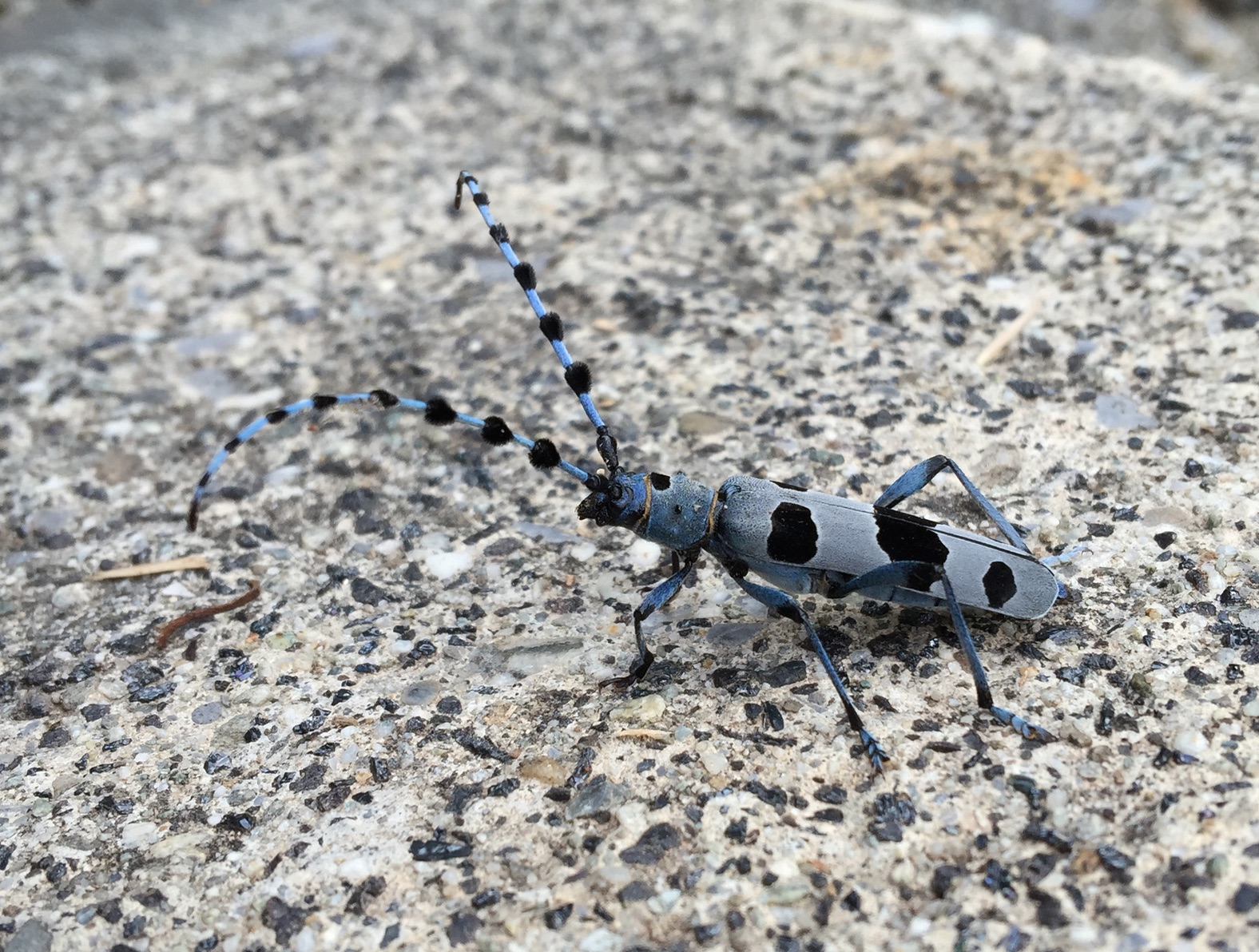
Rosalie des Alpes dans les Alpes vaudoises (Suisse).

- Période d'activité des adultes : juin à septembre.
- Plante-hôte : hêtre.
- L'adulte vit dans les forêts d'altitude et les larves sont présentes dans les feuillus (Hêtre, Saule, Frêne).

Menacée de disparition dans certains pays, elle est souvent associée aux vieilles forêts de hêtres où elle pond ses œufs dans les troncs morts ou mourants. Elle fréquente également les bocages. Le développement des larves prend plusieurs années.

## Répartition

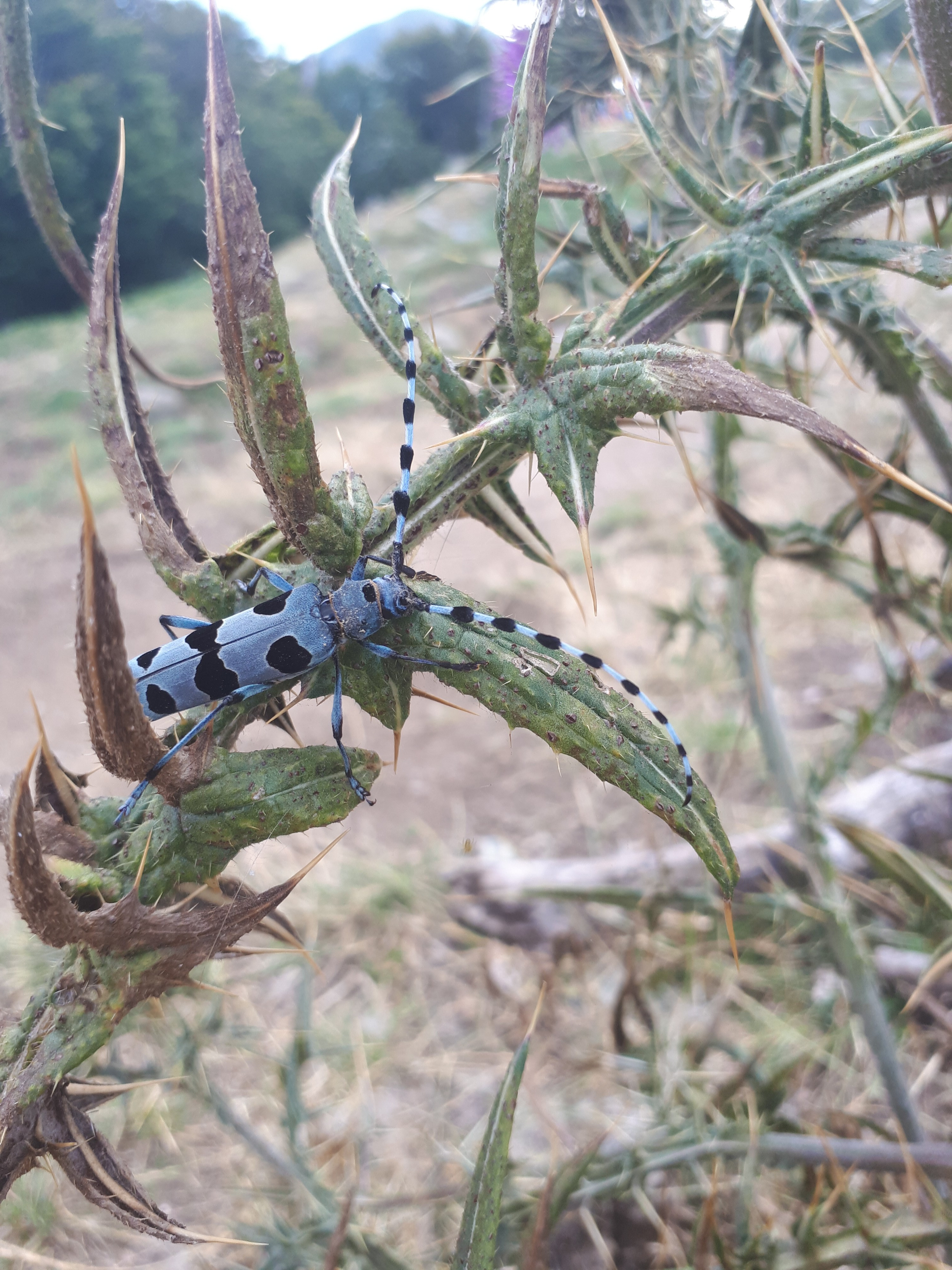
Rosalie des Alpes sur le GR20 (Corse).

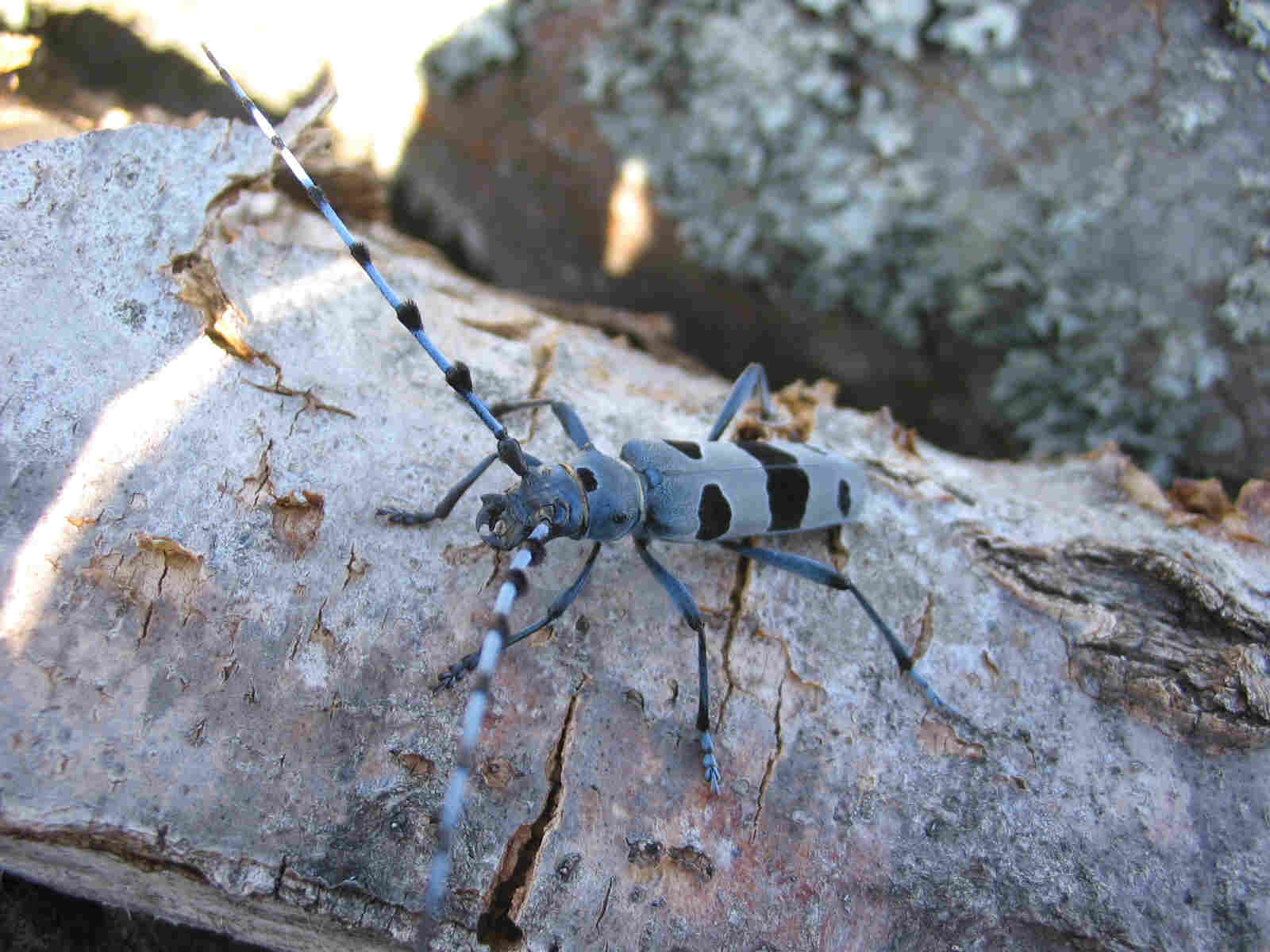
Rosalie des Alpes dans le massif du Tanargue (Ardèche).

Ce longicorne est présent en Europe centrale et méridionale, au Proche-Orient et jusque dans le Caucase, dans les régions collinéennes et montagneuses jusqu'à des altitudes de 1 400 mètres, surtout dans les Alpes jusqu'en Slovaquie.
En France, cette espèce est présente surtout dans les Pyrénées, les Alpes et les Cévennes, bien que son aire de répartition s'étende assez largement vers le nord-ouest, où de nombreux individus ont pu être observés en bord de Loire notamment dans la région des Mauges.
Elle est présente aussi dans les forêts de hêtres des montagnes de la Corse. Sur le territoire, sa répartition est mieux connue grâce à l'OPIE (Office Pour les Insectes et leur Environnement) et au GRETIA (GRoupe d’ÉTude des Invertébrés Armoricains) qui proposent une enquête participative en ligne sur la Rosalie des Alpes (Rosalia Alpina) depuis la fin du printemps 2014.
La rosalie est un insecte en voie de disparition en Suisse, Allemagne, Pologne et Hongrie, où elle est protégée. Elle est également inscrite au Livre rouge de Russie. Elle n'est pas considérée menacée à l'échelle européenne. En France, elle est relativement commune dans certaines régions et considérée comme en état de conservation favorable au titre de la directive habitats

## Protection
Au niveau international, la Rosalie des Alpes est protégée par la Convention de Washington sur le commerce international des espèces de faune et de flore sauvages menacées d'extinction (Annexe A).
Au niveau européen, elle est protégée par la Convention de Berne relative à la conservation de la vie sauvage et du milieu naturel de l’Europe (Annexe II) et également par la Directive 92/43/CEE du Conseil du 21 mai 1992 concernant la conservation des habitats naturels ainsi que de la faune et de la flore sauvages (Annexe II et IV).